# Burials
Burials – dziewiąty album studyjny amerykańskiego zespołu punk rockowego AFI. Wydany został 22 października 2009 roku, przez wytwórnię płytową Republic Records.
Album zajął dziewiąte miejsce na liście Billboard 200, sprzedając się w 25 000 kopiach w Stanach Zjednoczonych w pierwszym tygodniu od wydania.

## Lista utworów
Na podstawie źródła
1. "The Sinking Night" – 2:18
2. "I Hope You Suffer" – 4:37
3. "A Deep Slow Panic" – 4:01
4. "No Resurrection" – 4:27
5. "17 Crimes" – 2:57
6. "The Conductor" – 3:41
7. "Heart Stops" – 3:10
8. "Rewind" – 4:10
9. "The Embrace" – 3:25
10. "Wild" – 3:11
11. "Greater Than 84" – 4:17
12. "Anxious" – 3:50
13. "The Face Beneath the Waves" – 5:10

| Wersja Best Buy/Wydanie japońskie z dodatkowym utworem |
| ------------------------------------------------------ |
| 14. "17 Crimes" – 5:03                                 |

| Wersja Best Buy z dodatkowym utworem |
| ------------------------------------ |
| 15. "17 Crimes" – 3;53               |